# Cerkev sv. Petra, Blagovica
Cerkev svetega Petra v Blagovici je župnijska cerkev Župnije Blagovica.
Zdajšnja župnijska cerkev svetega Petra v Blagovici je že četrta po vrsti na tem mestu. Najprej je stala kapelica svetega Petra in Pavla ob grajskem stolpu gradu Blagovica. Oglejski patriarh Bertrand je 29. julija 1345 potrdil na novo ustanovljeno kaplansko službo pri kapeli svetega Petra in Pavla v patriarhovem gradu v Blagovici, ki je spadala pod Župnijo Dob. Kaplansko službo sta ustanovila oziroma utemeljila Otokar Blagoviški, župnik v Kamniku, in njegov brat Nikolaj Blagoviški. Leta 1420 je bila kapela še dobska podružnica. V letu 1518 je bila cerkev skupno z dobsko prafaro inkorporirana stolnemu kapitlju v Ljubljani, ki izvršuje patronatske pravice. 1526 je že omenjena med krašenjskimi podružnicami. Sedanja cerkev je zgrajena v renesančnem slugu, v obliki križa. Zgradili so jo med letoma 1750 in [[1755.
Med drugo svetovno vojno je bila cerkev del nemške utrdbe, ki so jo zgradili za obrambo Blagovice pred napadi partizanov. Ob napadu slednjih je bila cerkev tudi poškodovana, zakristija ob cerkvi pa se je porušila. Po vojni so cerkev obnovili in dozidali novo zakristijo. Cerkev je bila nato še večkrat obnavljana, nazadnje temeljito v letih od 2003 do 2005. Na zahvalno nedeljo, 6. novembra 2005, so v Župniji Blagovica in sosednji Župniji Šentožbolt slovesno obhajali 250-letnico posvetitve obeh cerkva. V obe župniji je prišel nadškof Alojz Uran in blagoslovil obnovitvena dela na obeh cerkvah. Največja zahvala za obnovitev gre predvsem sedanjemu župniku Jožetu Vrtovšku in vsem faranom.

## Maše v župnijski cerkvi svetega Petra v Blagovici
- Poletni urnik sv. maš: nedelje: 08:00, delavniki: (po, to, pe, so): 19:00, sr: 07:00
- Zimski urnik sv. maš: nedelje: 08:00, delavniki: (po, to, pe, so): 18:00, sr: 07:00